# Daria Shkurikhina
Daria Shkurikhina (née le 3 octobre 1990 à Kazan) est une gymnaste rythmique russe.

## Biographie
Daria Shkurikhina remporte aux Jeux olympiques d'été de 2008 à Pékin la médaille d'or par équipe avec Margarita Aliychuk, Tatiana Gorbunova, Elena Posevina, Anna Gavrilenko et Natalia Zueva.

## Palmarès

### Jeux olympiques
- Pékin 2008
  -  médaille d'or par équipe.